# 大云寺 (武乡)
36°56′29″N 112°39′39″E / 36.94139°N 112.66083°E
武乡县大云寺位于中国山西省长治市武乡县故城镇内，2001年被列为第五批全国重点文物保护单位。
大云寺原为东汉涅氏县治所，后为岩静寺，北宋治平元年改称大云寺。寺院坐北朝南，占地7900平方米，现存建筑有观音殿、大雄宝殿及东西配殿，其中大雄宝殿为金代原构，余为明清所建。大雄宝殿面阔五间，进深三间，单檐悬山顶。